# Diagrama Pareto
O diagramă Pareto (engleză Pareto chart, franceză Diagramme de Pareto) este o diagramă de tip coloane (bare) unde pe axa orizontală sunt reprezentate categoriile de interes (cel mai adesea „defecte”), iar pe axa verticală valorile sau frecvențele de apariție ale acestora. Diagrama Pareto a fost dezvoltată de Joseph M. Juran, care a denumit-o astfel după economistul italian din secolul al XIX-lea Vilfredo Pareto. Pe axa orizontală, coloanele sunt ordonate de la cea mai mare la cea mai mică valoare procentuală sau după numărul de defecte (sau, în general, după categoria de interes). Principiul lui Pareto afirmă că, în multe cazuri, o proporție mică de elemente de interes explică un procentaj mare al variabilei legate de acele elemente. De exemplu, relativ puțini clienți realizează un procentaj mare din totalul vânzărilor în multe domenii comerciale. Elementele de interes pot fi categorii de defecte, cele mai frecvente cauze ale defectelor, produse defectuoase, reparații, accidente etc. O altă formulare a principiului lui Pareto este următoarea: 80% din efecte sunt provocate de 20% din cauze, deși în realitate rareori acest raport este exact 80%/20%.
Graficul cu coloane este însoțit de o curbă concavă (ogivă), trasată pe același grafic, a procentajelor cumulate ale coloanelor.
Diagrama Pareto este un instrument puternic în luarea deciziei, care este utilizat în eforturile de îmbunătățire a calității. 

## Procedura de construire a diagramei
Succesiunea pașilor pentru trasarea diagramei Pareto este următoarea:
- Se decide ce elemente sunt de studiat, ce categorii se vor utiliza pentru a grupa elementele și se colectează datele, înregistrându-le pe categorii. Elementele se pot urmări pe durata unei săptămâni sau luni. În acest pas al procedurii se folosesc deseori fișe de verificare, pentru a înregistra datele colectate sau datele existente.
- Se decide ce indicator este cel mai adecvat. Cei mai uzuali indicatori sunt: frecvența, cantitatea, costul sau timpul.
- Se înregistrează datele într-un tabel (o fișă).
- Se calculează subtotalul indicatorilor pentru fiecare categorie.
- Se decide care este scara cea mai potrivită pentru indicatorul colectat.Valoarea maximă a scării va fi reprezentată de cel mai mare subtotal de la pasul precedent al procedurii. Se marchează scara folosită în partea stângă a graficului.
- Se trasează axele orizontală și verticală ale diagramei și se trasează graficul de bare; se denumesc barele pentru fiecare categorie de grupare. Axa absciselor se divizează într-un număr de intervale egal cu numărul de categorii sau clase de defecte clasificate. Pentru fiecare categorie de defect (în context se consideră că elementele de studiat sunt defectele unui produs)  se ridică o bară (o coloană sau un dreptunghi) de înălțime corespunzătoare frecvenței defectului; cea mai înaltă bară este amplasată în stânga graficului. Barele se trasează alăturat una lângă alta, în ordinea descrescătoare a înălțimilor. Denumirile categoriilor de defecte sunt scrise pe axa absciselor în ordinea descendentă a frecvenței de apariție, de la stânga la dreapta. Dacă sunt multe categorii cu valori mici ale indicatorilor, acestea pot fi trecute într-o bară separată numită „altele”.
- Se calculează procentul pentru fiecare categorie: subtotalul pentru respectiva categorie împărțit la totalul tuturor categoriilor.
- Se calculează și se trasează sumele cumulative, procedând astfel: se însumează subtotalurile pentru prima și a doua categorie și se marchează un punct deasupra celei de a doua bare, punct care indică suma. La această sumă se adaugă subtotalul celei de a doua categorii și se marchează un punct deasupra celei de a treia bare, pentru noua sumă. Se procedează la fel pentru toate barele următoare.
- Se desenează curba numerelor, respectiv frecvențelor cumulate, prin unirea punctelor pornind din partea de sus a primei bare.
- Se trasează scara procentelor cumulate pe axa verticală situată în extrema dreaptă a diagramei. Procentul de 100% corespunde ultimului punct al curbei frecvențelor cumulate.
- Se selectează categoriile în ordinea importanței lor, indicate de diagramă, pentru a prioritiza cauzele care produc o îmbunătățire mai eficace a calității. Pentru îmbunătățirea calității produselor se acționează asupra defectului cu ponderea cea mai mare, elaborându-se măsuri clare de remediere, după identificarea tuturor locurilor de muncă la care au apărut astfel de defecte. Categoriile de defecte cu ponderea (frecvența) cea mai mare sunt „defecte de importanță vitală”, iar celelalte categorii, cu frecvențe mici sunt „defecte neimportante”. După ce au fost identificate defectele vitale, acestea și numai ele devin „proiecte”, respectiv obiectul planului de acțiune.[4] Aceste proiecte, puține ca număr, implică ponderea cea mai mare a costurilor lipsei de calitate, de aceea posibilitățile de îmbunătățire a costurilor sunt foarte favorabile.

## Graficul Pareto ponderat
Într-un grafic Pareto ponderat, fiecărei categorii de grupare îi este atribuită o pondere care indică importanța relativă a fiecărei categorii, pondere care mărește sau micșorează înălțimea barei (coloanei). Acest grafic se construiește la fel ca la procedura de bază (descrisă în secțiunea „Procedura de construire a diagramei”), cu deosebirea că la calculul subtotalului indicatorilor pentru fiecare categorie se înmulțește fiecare subtotal cu ponderea acordată respectivei categorii (subtotalul x ponderea). Ponderile trebuie să fie folosite dacă există o probabilitate mai mare de apariție într-o categorie decât în alta.